# 大三島みんなのワイナリー
株式会社大三島みんなのワイナリー（おおみしまみんなのワイナリー）は、愛媛県今治市大三島町宮浦に本社を置くワインメーカーである。

## 概要
建築家の伊東豊雄が大三島の耕作放棄地を活用し、島に新たな魅力を生み出すことを目指してスタートした。
2017年に初収穫を行い、岡山県のワイナリー「domaine tetta」に醸造を委託し、大三島で初のワインが誕生した。2018年には赤ワイン「島紅（しまんか）」3種類、白ワイン「島白」の計4種類、約1,800本を製造した。
2019年には醸造所が完成した。醸造所は来島海峡サービスエリアの仮設店舗だった建物を、伊東豊雄が塾長を務める伊東建築塾と神奈川大学工学部の曽我部・吉岡研究室が設計変更して移築した。醸造所ができたことで、自家醸造もスタート。柑橘類を使ったワインなど、大三島ならではの酒類も造られている。また委託加工も受け入れており、2020年は9,000本超を醸造している。

## 沿革
- 2015年
  - 2月 - 大三島でワインを造る会が発足。大三島の瀬戸出走地区に1反の耕作放棄地を借り、整地しシャルドネ50本を植樹。
  - 3月 - ヴィオニエ50本を植樹。
  - 11月 - 「株式会社大三島みんなのワイナリー」設立。えひめ産業振興財団「地域密着型ビジネス」に認定。
- 2016年
  - 4月 - 苗木オーナーサービスを開始。約4反の耕作放棄地を開墾しぶどう畑を造成し、シャルドネ、マスカット・ベーリーA約400本を植樹。
  - 6月 - 愛媛経済レポート2016年ルーキー賞受賞。大三島みんなのワインバル営業開始。
- 2018年1月 - 試験委託醸造により、初のワイン島紅（しまんか）完成。
- 2019年
  - 2月 - 島紅3種、初の白ワイン「島白（しましろ）」完成。
  - 9月 - 島内にワイン醸造所が完成。

## 事業所
- 事務所・ワイン販売所 - 愛媛県今治市大三島町宮浦5562番地
- 醸造所 - 愛媛県今治市大三島町宗方5208-1（大三島憩の家敷地内）